# اوریم‌رودبار
اوریم رودبار، روستایی است از توابع بخش مرکزی شهرستان سوادکوه در استان مازندران ایران.

## جمعیت
این روستا در دهستان راستوپی قرار دارد و براساس سرشماری مرکز آمار ایران در سال ۱۳۸۵، جمعیت آن ۱۸۹ نفر (۶۰خانوار) بوده‌است.